# Série Bis: Paulinho Moska
Série Bis: Paulinho Moska é a primeira coletânea de Paulinho Moska.

## Faixas

### CD 1
| #  | Título                                         | Compositor                                                           | Duração |
| -- | ---------------------------------------------- | -------------------------------------------------------------------- | ------- |
| 1  | O Último Dia                                   | Paulinho Moska                                                       | 3:33    |
| 2  | Sonífera Ilha                                  | Toni Bellotto / Marcelo Fromer / Branco Mello / Ciro Pessoa          | 2:40    |
| 3  | Metamorfose Ambulante                          | Raul Seixas                                                          | 4:17    |
| 4  | Panis et Circencis (Part. Esp.: Celso Fonseca) | Gilberto Gil / Caetano Veloso                                        | 3:38    |
| 5  | Paixão E Medo                                  | Paulinho Moska / Nilo Romero                                         | 3:15    |
| 6  | Amém                                           | Paulinho Moska                                                       | 2:47    |
| 7  | Contrasenso                                    | Paulinho Moska                                                       | 4:16    |
| 8  | Virtual(Mente) (versão de "Road thang")        | Norman Cook & Ashley Slater / Versão de Nilo Romero e Paulinho Moska | 4:13    |
| 9  | Careta/Cantiga Do Sapo                         | Paulinho Moska / Jackson do Pandeiro                                 | 2:57    |
| 10 | Mesmice                                        | Paulinho Moska                                                       | 3:53    |
| 11 | Qualquer Outro Amor                            | Paulinho Moska                                                       | 3:18    |
| 12 | Vontade                                        | Paulinho Moska                                                       | 3:06    |
| 13 | Me Deixe Sozinho                               | Paulinho Moska                                                       | 3:29    |
| 14 | Blues Do Ano 2000                              | Cazuza / George Israel / Nilo Romero                                 | 4:03    |

### CD 2
| #  | Título                     | Compositor                      | Duração |
| -- | -------------------------- | ------------------------------- | ------- |
| 1  | Admito Que Perdi           | Paulinho Moska                  | 3:02    |
| 2  | Sonhos                     | Peninha                         | 3:24    |
| 3  | A Seta e O Alvo            | Paulinho Moska / Nilo Romero    | 3:25    |
| 4  | Só Em Teus Braços          | Antonio Carlos Jobim            | 3:19    |
| 5  | Topázio                    | Paulinho Moska                  | 5:05    |
| 6  | Me Chama de Chão           | Paulinho Moska                  | 3:45    |
| 7  | Tudo Que a Gente Quis      | Paulinho Moska                  | 4:33    |
| 8  | Será Que Sou Eu            | Paulinho Moska                  | 3:38    |
| 9  | A Outra Volta Do Parafuso  | Paulinho Moska                  | 4:33    |
| 10 | Relampiano                 | Lenine / Paulinho Moska         | 3:56    |
| 11 | Nada Para Colher No Jardim | Paulinho Moska                  | 3:30    |
| 12 | Me Leve Leve               | Luiz Guilherme / Paulinho Moska | 4:09    |
| 13 | Trampolim                  | Paulinho Moska                  | 3:15    |
| 14 | Quarto Vazio               | Herivelto Martins               | 3:56    |